# The Dark Knight
The Dark Knight (dt. Der dunkle Ritter) ist ein US-amerikanisch-britisches Action-Drama des Regisseurs Christopher Nolan aus dem Jahr 2008. Es handelt sich um eine Comicverfilmung, die auf dem von Bob Kane und Bill Finger erschaffenen Batman-Mythos basiert. 
Der Spielfilm ist eine Fortsetzung von Nolans Batman Begins aus dem Jahr 2005 und setzt mit seiner Handlung neun Monate nach jener seines Vorgängers ein. Batman (Christian Bale) bildet mit Hilfe von Lieutenant Gordon (Gary Oldman) und dem Bezirksstaatsanwalt Harvey Dent (Aaron Eckhart) ein Bündnis, um das organisierte Verbrechen in Gotham endgültig zu zerschlagen. Jedoch sehen sie sich mit einem Kriminellen namens Joker (Heath Ledger) konfrontiert, der versucht, die öffentliche Ordnung außer Kraft zu setzen.
Für seine von der Kritik vielfach gefeierte Darstellung des Joker wurde Ledger im Jahr 2009 posthum mit einem Oscar als Bester Nebendarsteller ausgezeichnet. Der dritte und letzte Teil der Trilogie trägt den Namen The Dark Knight Rises und lief im Sommer 2012 an.
2020 wurde The Dark Knight in das National Film Registry aufgenommen, in das „kulturell, historisch oder ästhetisch bedeutende“ und daher besonders erhaltenswerte US-amerikanische Filme Eingang finden.

## Handlung
In Gotham City überfällt der Joker eine Mafia-Bank; dabei bringt er seine Handlanger dazu, sich gegenseitig zu töten und kann so allein mit dem Geld entkommen. Batman und Lieutenant Gordon beschließen, den beliebten neuen Bezirksstaatsanwalt Harvey Dent in ihren Kampf gegen das organisierte Verbrechen einzubinden. Dent ist mittlerweile mit Bruce Waynes Jugendliebe Rachel Dawes liiert.
Die Mafiabosse von Gotham treffen ein Abkommen mit dem chinesischen Gangsterboss Yinglain Lau, der ihr Geld in Sicherheit bringen soll. Während einer geheimen Sitzung informiert Lau sie, dass er ihr gesamtes Vermögen konfisziert hat und nun bereits auf dem Rückweg nach Hongkong ist. Plötzlich taucht der Joker auf und macht den Bossen das Angebot, Batman für die Hälfte ihres Vermögens zu töten. Nachdem Batman Lau in Hongkong überwältigt und ihn an die Polizei in Gotham ausgeliefert hat, kann Dent durch Laus Aussage gegen die Mafia vorgehen. Daraufhin nehmen die Mafiabosse das Angebot des Jokers an.
Der Joker kündigt nun an, jeden Tag Menschen zu töten, bis Batman sich stellt und öffentlich demaskiert. Noch am selben Abend gibt es die ersten Todesopfer: Polizeicommissioner Loeb wird vergiftet und Richterin Surrillo, die den Mafia-Prozessen vorsitzt, wird mit ihrem Auto in die Luft gesprengt. Währenddessen stürmt der Joker mit seiner Bande Bruce Waynes Spendengala zur Unterstützung Harvey Dents und sucht dort nach dem Staatsanwalt, den Wayne jedoch verstecken kann. Als Batman kann er gerade noch Rachel Dawes retten, nachdem der Joker sie bedroht und aus dem Fenster geworfen hat.
Während eines Trauerzuges für Commissioner Loeb versucht der Joker nun, Gothams Bürgermeister zu ermorden. Als der verkleidete Joker schießt, wirft sich Gordon in letzter Sekunde dazwischen und stirbt scheinbar. Der Joker kann entkommen. Um dessen Mordserie endlich zu beenden, gibt Dent während einer Pressekonferenz an, Batman zu sein, und lässt sich verhaften. Der Gefangenenwagen, in dem Dent transportiert wird, wird daraufhin vom Joker beschossen, doch es gelingt Batman, dessen Lastwagen außer Gefecht zu setzen. Gordon, der seinen Tod nur vorgetäuscht hat, nimmt den Joker fest.
Gordon wird für seine Leistung zum Commissioner ernannt, jedoch sind sowohl Dent als auch Rachel Dawes spurlos verschwunden. Bei einem Verhör offenbart der Joker, dass Rachel und Dent an verschiedenen Orten gefangengehalten werden und Batman nicht genug Zeit hat, um beiden das Leben zu retten. Dieser beschließt, zu Rachel zu fahren, während Gordon sich auf den Weg zu Dent macht. Beide Geiseln sind jeweils neben einer Bombe mit Zeitzünder gefesselt. Es stellt sich heraus, dass der Joker absichtlich die Adressen vertauscht hat. Während Rachel in der Explosion umkommt, kann Batman Dent in letzter Sekunde retten. Dents linke Gesichtshälfte wird jedoch schwer verbrannt und entstellt. Währenddessen kann der Joker aus dem Polizeihauptquartier fliehen, indem er eine Bombe zündet, die er einem seiner Männer implantiert hat.
Coleman Reese, ein Buchprüfer, der Bruce Waynes geheime Identität herausgefunden hat, will diese nun preisgeben, um den Terror des Jokers zu beenden. Der Joker jedoch fordert die Einwohner Gothams auf, den „Spielverderber“ Reese innerhalb einer Stunde zu töten. Falls dies nicht geschehe, würde er ein Krankenhaus in die Luft sprengen. Er sucht den entstellten und durch Dawes’ Tod innerlich völlig zerbrochenen Dent im Krankenhaus auf, befreit ihn, schürt in ihm den Hass auf das System der Stadt und schafft es, Dent endgültig in den Wahnsinn zu treiben. Danach jagt der Joker das Krankenhaus, wie angekündigt, in die Luft und flieht mit einem Bus voller Geiseln.
Durch erneute Drohungen über das Fernsehen löst der Joker eine Massenflucht aus der Stadt aus. Zwei Fähren, eine mit Häftlingen und die andere mit Zivilisten an Bord, stattet er mit Sprengstoff aus und gibt den Passagieren den Fernzünder zur jeweils anderen Fähre. Der Joker stellt den Passagieren das Ultimatum, die andere Fähre innerhalb einer halben Stunde zu sprengen, um damit die eigene Fähre zu retten. Ansonsten würde er selbst beide Schiffe sprengen. Ein Häftling wirft den Zünder jedoch ins Wasser und auch auf der anderen Fähre weigert man sich, ihn zu betätigen.
Mittels eines Systems zur Überwachung von Mobiltelefonen schafft es Batman, den Joker zu orten. Bei dem Versuch ihn zu stellen ist Batman gezwungen, auch Einsatzkräfte der Polizei auszuschalten, da diese nicht wissen, dass die Männer des Jokers mit den Geiseln die Rollen getauscht haben. Im Kampf mit dem Joker gelingt es Batman, die Sprengung der Fähren zu verhindern und den Joker unschädlich zu machen. Dieser offenbart ihm nun, was er mit Dent angestellt hat, woraufhin Batman ihn den anrückenden Polizisten überlässt und sich auf die Suche nach Dent macht.
Dieser befindet sich derweil auf einem Rachefeldzug gegen die Leute, die er für Dawes’ Tod verantwortlich sieht, und lässt per Münzwurf den Zufall über Leben und Tod entscheiden. Mehrere korrupte Polizisten werden von ihm erschossen. Weil er sich an Gordon in seinem Wahn ebenfalls rächen will, entführt er dessen Familie und lockt ihn in das zerstörte Lagerhaus, in dem Rachel zuvor ihr Leben verlor. Als Dent zum Münzwurf über das Schicksal von Gordons Sohn ansetzt, wirft sich Batman auf ihn. Dent stürzt in die Tiefe und stirbt.
In der Überzeugung, dass Dent den Menschen als Heldenfigur in Erinnerung bleiben sollte, erklärt sich Batman bereit, die Schuld für dessen Morde auf sich zu nehmen. Gordon erkennt die Notwendigkeit dieser Lüge und stimmt widerwillig zu. Batman flüchtet und wird fortan polizeilich gesucht.

## Produktion

### Casting
In einem Interview der Filmzeitschrift Cinema hatte Christian Bale erklärt, dass er einen Vertrag über insgesamt drei Batman-Teile abgeschlossen habe, somit übernahm er erneut die Rolle des Batman. Mit dabei waren auch die Schauspieler Morgan Freeman, Gary Oldman und Michael Caine, die bereits in Batman Begins mitgewirkt hatten. Für die Rolle der Rachel Dawes wurde diesmal Maggie Gyllenhaal auserwählt, nachdem Katie Holmes erklärt hatte, nicht mehr für eine Fortsetzung zur Verfügung zu stehen. Anfang August 2006 bestätigte das Filmstudio Warner Bros, dass Heath Ledger bereits für die Rolle des Joker unterschrieben habe, nachdem Robin Williams mehrmals angefragt hatte, jedoch abgelehnt wurde. Heath Ledger verstarb am 22. Januar 2008 kurz nach Abschluss der Dreharbeiten.

### Design

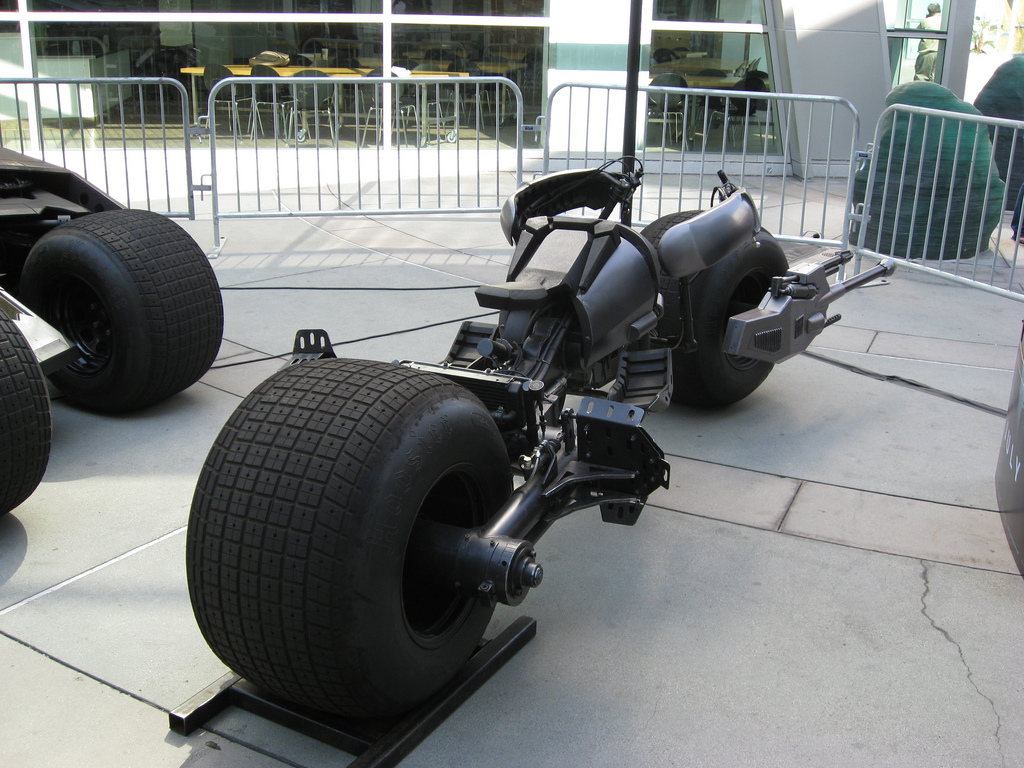
Das Batpod

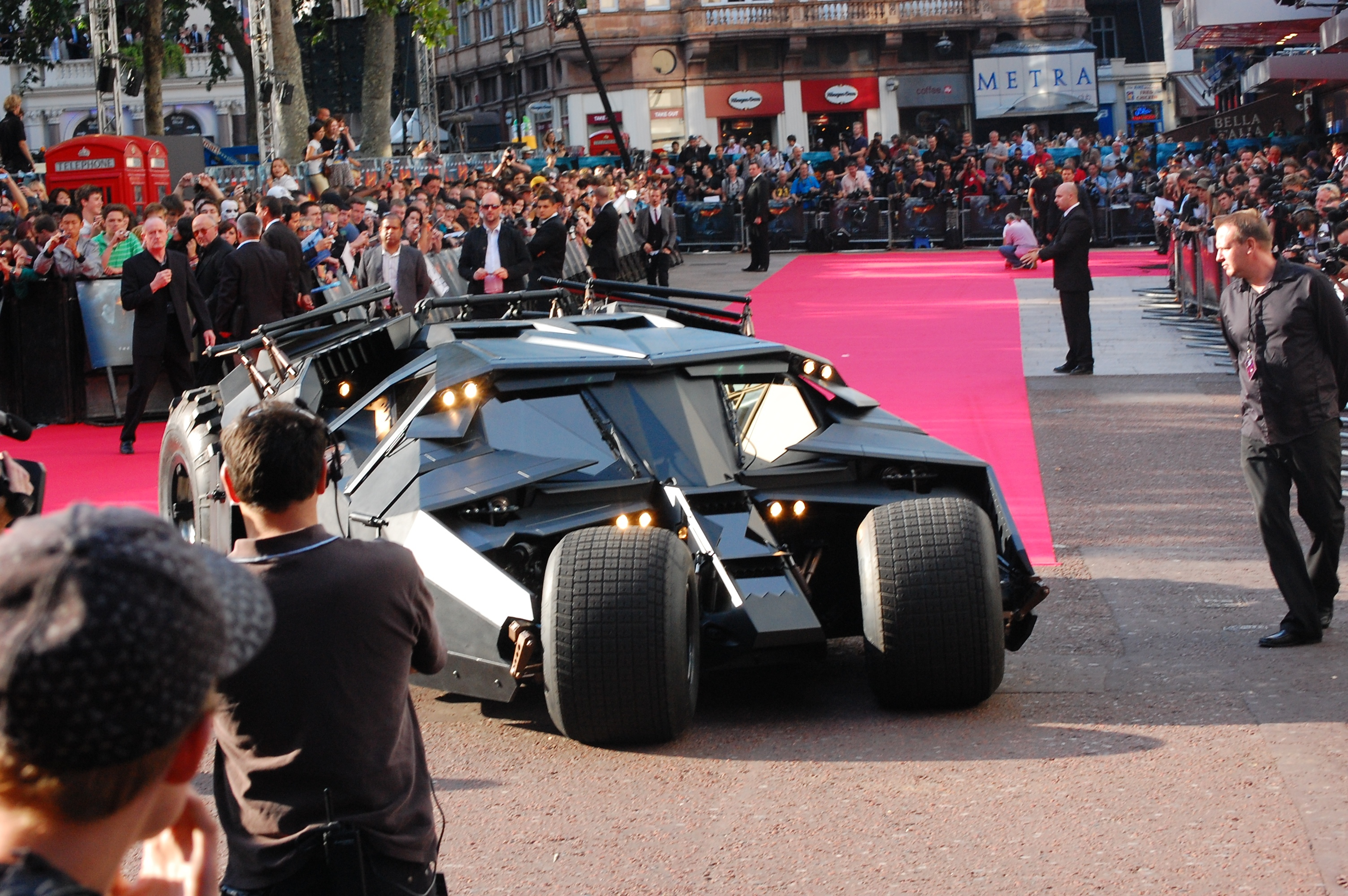
Der Tumbler

In viele der im Film vorkommenden Ausrüstungsgegenstände von Batman wurde viel Arbeit investiert. Während Christopher Nolan und sein Design-Team für die Entwürfe zuständig waren, wurde das meiste vom Produktionsdesigner Nathan Crowley und der Kostümbildnerin Lindy Hemming ausgearbeitet und schließlich von Chris Corbould und dessen Team verwirklicht. Der Regisseur verdeutlicht seine Absichten im Interview: „In der Fortführung der Geschichte können wir nun also demonstrieren, wie Batman sich weiter technisch aufrüstet, ohne dass das unglaubwürdig wirkt. Was mir an ihm besonders gefällt: Er verfügt ja über keinerlei Superkräfte – nur über sehr großen Reichtum.“
Der Tumbler, das Batmobil aus Batman Begins, wurde auch in diesem Film verwendet. Nolan und Crowley wollten aber zusätzlich etwas Innovatives. „[…] wir wollten Batman auch etwas Neues zur Verfügung stellen, ein aktuelles Transportmittel, sehr exotisch und sehr dynamisch. Ein Zweirad, das aber eindeutig kein Motorrad ist. Im Grunde stellt das Bat-Pod im Motorradbereich das dar, was der Tumbler im Autobereich leistet.“ Corbould und sein Team bekamen die Aufgabe, das Bat-Pod anhand eines Modells in Originalgröße in die Realität umzusetzen. Im Film wurde das Gefährt vom professionellen Stuntfahrer Jean-Pierre Goy gefahren.
Der Anzug von Batman wurde komplett überarbeitet. Hemming und ihr Team haben das Outfit zugunsten von mehr Flexibilität und höherem Tragekomfort verbessert. Der neue Suit wurde aus 200 Einzelteilen aus Gummi, Fiberglas und Nylon und metallischem Netz gefertigt. Für die Kostümeffekte war Graham Churchyard zuständig. Um das Makeup des Jokers kümmerten sich Conor O’Sullivan und Robert Trenton. Es wurde ein völlig neues Verfahren auf Silikonbasis benutzt, das es ermöglichte, Maskenteile nahtlos auf der Haut anzubringen. Die Entwicklung dieser Technik nahm zwei Jahre in Anspruch.

### Dreharbeiten
Gedreht wurde vom 18. April bis zum 11. November 2007. Für Gotham City wurde erneut Chicago als Drehort gewählt. Des Weiteren wurde in London und Hongkong gedreht. Erstmals wurden in einem „normalen“ Kinofilm (d. h. ein auf 35-mm-Film gedrehter Streifen) vier große Actionsequenzen von insgesamt ca. 30 Minuten Länge im IMAX-Format gedreht. In der IMAX-Version von The Dark Knight werden diese Sequenzen in voller Größe auf der Leinwand gezeigt, wohingegen die (per IMAX DMR qualitativ verbesserten) 35-mm-Anteile „letterboxed“ sind.
Bei der Vorbereitung für einen Stunt mit dem Batmobil kam es im September 2007 auf einer Spezialeffekte-Anlage in der Nähe von Chertsey, England, zu einem schweren Unfall. Der Techniker Conway Wickliffe wurde getötet, als sein Auto gegen einen Baum prallte, während er aus dem Fenster gelehnt ein anderes Stuntfahrzeug filmte.

### Filmmusik
Hans Zimmer und James Newton Howard komponierten zusammen, wie auch zuvor bei Batman Begins, die Filmmusik. Der in 14 Stücke gegliederte 73-minütige Soundtrack wurde am 22. August 2008 über Warner Bros. publiziert. Bereits vor der Vollendung des Drehbuchs von The Dark Knight wurde ein komplettes Theme geschrieben, welches aber im Vorgänger nicht vorkam. Hans Zimmer erzählte Soundtrack.net: „Wir haben von Anfang an gehofft, dass der Film gut ankommen würde, und dass es einen weiteren geben wird, so dass wir eine Entwicklung der Figur wollten. Er hat sich das Theme bisher noch nicht verdient!“ Dazu erdachten die beiden Komponisten verschiedene Musik-Themen für die Figur des Jokers. Insgesamt sind es drei eigene Themen: Ein aggressiver Klangteppich aus Schlagzeug und Keyboardvarianten, ein schnelles Streicher-Thema und ein einzelner, langgezogener Ton, der dem Zuschauer vermitteln soll, dass etwas nicht stimmt. Hans Zimmer suchte für die Figur des Jokers nach dem „Klang der Anarchie“. In der Arte-Dokumentation Der Sound für Hollywood erzählt Hans Zimmer: „Ich fragte mich, was passiert, wenn wir die Stimmung nicht durch das Zusammenspiel verschiedener Noten erzeugen, sondern innerhalb einer Note. Es sollte leicht besorgt beginnen, wütender werden und am Ende macht man sich vor Angst in die Hose.“ Der Schweizer Cellist Martin Tillman streicht diese eine Note, zuerst langsam, dann aufsteigend, immer auf derselben Cello-Saite, unheimlich und verstörend.

## Synchronisation
Die deutsche Synchronisation entstand nach einem Dialogbuch von Klaus Bickert und unter der Dialogregie von Tobias Meister im Auftrag von R.C. Production.
| Rolle                        | Darsteller        | Synchronsprecher   |
| ---------------------------- | ----------------- | ------------------ |
| Bruce Wayne/Batman           | Christian Bale    | David Nathan       |
| Alfred Pennyworth            | Michael Caine     | Jürgen Thormann    |
| Lucius Fox                   | Morgan Freeman    | Klaus Sonnenschein |
| James Gordon                 | Gary Oldman       | Udo Schenk         |
| Rachel Dawes                 | Maggie Gyllenhaal | Natascha Schaff    |
| Joker                        | Heath Ledger      | Simon Jäger        |
| Harvey Dent                  | Aaron Eckhart     | Tom Vogt           |
| Jonathan Crane/The Scarecrow | Cillian Murphy    | Norman Matt        |
| Salvatore Maroni             | Eric Roberts      | Ekkehardt Belle    |
| Yinglain Lau                 | Chin Han          | Frank Schaff       |
| Gambol                       | Michael Jai White | Oliver Siebeck     |

## Rezeption

### Erfolg

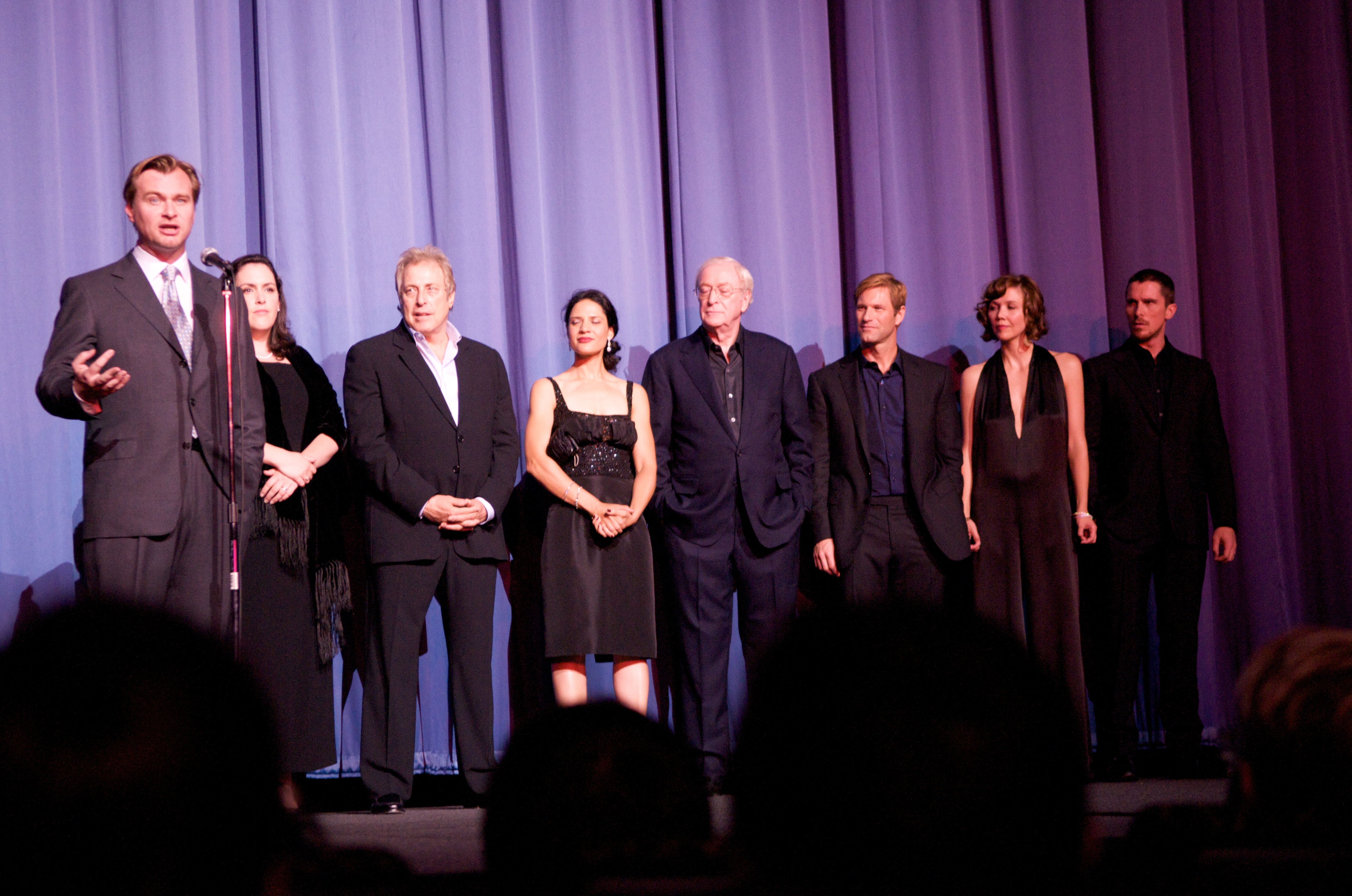
Cast und Crew bei der europäischen Premiere in London

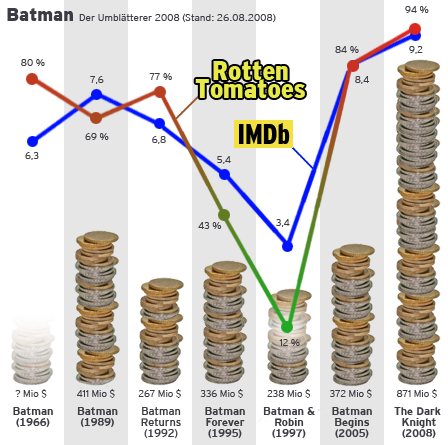
The Dark Knight im Vergleich zu den vorherigen Batman-Verfilmungen: Einspielergebnisse, Userwertungen, Tenor der Kritik. Stand: 26. August 2008.

Der Film feierte am 14. Juli 2008 in New York Premiere und startete am 21. August 2008 in den deutschen, österreichischen und Schweizer Kinos. In den USA hatte der Film am Startwochenende nach Angaben der Verleihfirma 155,34 Millionen bzw. nach Angaben der IMDb 158,41 Millionen US-Dollar eingespielt. Dies war das höchste nicht inflationsbereinigte Ergebnis der Kinogeschichte der USA. Mit rund 67,85 Millionen Dollar Einspielerlös hatte der Film zudem den besten Starttag und erzielte einen neuen Rekord mit allein 18,49 Millionen Dollar Einspielerlös aus den Mitternachtsvorführungen des Starttags. Mit 6,2 Millionen Dollar wurde ein neuer Einspielrekord der IMAX-Kinos aufgestellt. Der Film lief in 4366 Kinos und damit in so vielen wie noch kein anderer Film zuvor. Innerhalb von 18 Tagen hatte The Dark Knight in den USA 400 Millionen Dollar eingespielt und damit einen weiteren Rekord aufgestellt; der bisherige Rekordhalter Shrek 2 – Der tollkühne Held kehrt zurück hatte dafür 43 Tage benötigt. Als zweiter Film erreichte The Dark Knight die Marke von 500 Millionen in den USA eingespielten Dollar und das bereits am 45. Tag – 53 Tage schneller als Titanic.
Insgesamt hat The Dark Knight über eine Milliarde US-Dollar eingespielt, davon 533,3 Millionen US-Dollar allein in den USA und war nach weltweitem Einspielergebnis der erste Superheldenfilm, der jemals die 1 Milliarde an der Kinokasse erreichte. Er belegt damit Platz 54 (Stand: 31. Dezember 2024) auf der Liste der weltweit erfolgreichsten Filme. Die Produktionskosten betrugen 185 Millionen US-Dollar.
2016 landete Nolans Regiearbeit bei einer Umfrage der BBC auf Platz 33 der 100 bedeutendsten Filme des 21. Jahrhunderts. Im Jahr zuvor hatte The Dark Knight in der BBC-Wahl der 100 bedeutendsten amerikanischen Filme Platz 96 belegt.

### Kritiken
The Dark Knight wurde von der Kritik fast ausschließlich positiv aufgenommen, teilweise sogar euphorisch. Hervorgehoben wurde einheitlich vor allem die Schauspielleistung von Heath Ledger. So beschrieb ihn Christiane Peitz im Tagesspiegel als „kein simpler bad guy. Er ist Monster, Mephisto und Punk, Marlon Brando und Sid Vicious, ein Tier, eine Naturgewalt, der Horror […] Heath Ledger ist nicht Artist, sondern Anarchist.“ Der Gong schrieb, dass die Figur des Jokers „nicht mehr ironisch-verspielt wie einst der von Jack Nicholson“ sei, „dieser Joker ist ein ethikfreier, enthemmter, aber hochintelligenter Psychopath.“
Für den Professor für Filmstudien Jerome Charyn, der eine Kritik in der Zeit verfasste, verkomme Batman damit zum „Stichwortgeber und Handlanger des Joker“. Damit sei „aus dem nervtötenden Hollywood-Wahn, jeden Superhelden auf Erden auszuschlachten, endlich das erste Meisterwerk entstanden.“ Er vergleicht den Film mit Iron Man, der zwar „intelligent gemacht“ sei, aber im Gegensatz zu The Dark Knight nicht an den Geist des glorreichen Comicstrips herankomme. So sei The Dark Knight „ein amoralischer Film, trotz des üblichen Hollywood-Endes, bei dem das aufgepappte Gute scheinbar obsiegt […]. Heath Ledgers Mega-Joker wurde zum neuen Helden der Nation […] und zu ihrer Totenmaske. Vermutlich wird er einen neuen Comicboom und eine Welle weiterer Verfilmungen auslösen. Doch ist zu bezweifeln, ob dabei ein Film herauskommt, der so subtil gearbeitet ist wie The Dark Knight. Es werden nur Nachahmungstäter sein.“
Barbara Schweizerhof von der taz sah als Grund für den Erfolg des Filmes den Hype an, der nach dem Tod von Heath Ledger so groß wurde, „dass der eigentliche Filmstart wie eine Erlösung erschien.“ Sie attestiert dem Film „spannende Unterhaltung. […] Es gibt tolle Verfolgungsjagden, atemberaubende Explosionen und schicksalhafte Wendungen. Aber der Film ist keine Offenbarung. Wie so viele Superhelden-Verfilmungen dauert er im Grunde zu lange und kaschiert seinen Mangel an echtem Drama nur mühsam mit viel pathetischem Gerede über die Schwierigkeit, ein Held zu sein, wenn man es mit dem Bösen zu tun hat. Die Anspielungen auf aktuelle Situationen des ‚War on Terror‘ nimmt man besser erst gar nicht ernst.“
Die Wochenzeitung Die Zeit über Heath Ledgers schauspielerische Leistung im Film: „Inwieweit Heath Ledgers Leistung als Gegenspieler von Batman in Dark Knight gewürdigt worden wäre ohne den tragischen Tod des Schauspielers, kann heute nicht mehr beantwortet werden. Sicher aber ist, dass Ledger die Rolle des Jokers mit einer Intensität ausfüllt, die so ziemlich alle seine finsteren Vorgänger weit hinter sich lässt. Ledger spielt nicht den Joker, für 152 Minuten ist er der Joker.“
Der Film wurde von der Filmbewertungsstelle Wiesbaden (FBW) mit dem Prädikat besonders wertvoll ausgezeichnet.
Auf die enthusiastischste Reaktion stieß The Dark Knight im Internet. So wurde der Film von über 2.700.000 Benutzern der Internet Movie Database auf der 10-punktigen Skala im Schnitt mit 9,0 Punkten bewertet (Stand: 14. März 2023) und ist somit der am drittbesten bewertete Film. Des Weiteren ist der Film in verschiedenen anderen Rubriken vertreten. So ist er der bisher bestbewertete Action-Film. Außerdem befindet er sich auf Platz 1 der bisher besten Thriller, auf Platz 2 sowohl in der Rubrik „Krimi“ als auch in der Rubrik „Drama“ und auf Platz 1 der besten Filme der ersten Dekade des 21. Jahrhunderts.
Das Lexikon des Internationalen Films sieht The Dark Knight ebenfalls als gelungenes Filmspektakel: „Meisterlich inszeniertes Blockbuster-Kino, das zwischen mitreißenden Actionszenen und emotionalem Drama darum kreist, mit welchen Mitteln ein rechtsstaatliches System verteidigt werden darf, ohne selbst seine Legitimität und Integrität [zu] verlieren. Dabei wartet der Film mit furioser Musik und bis in die Nebenrollen erstklassig besetzten und eindrücklich konturierten Figuren auf.“

### Auszeichnungen
The Dark Knight hat bei über 141 Nominierungen bisher insgesamt über 81 Auszeichnungen erhalten, davon 32 für Heath Ledgers Darstellung des Jokers. Dies waren unter anderem:
Oscar 2009
- Bester Nebendarsteller für Heath Ledger
- Bester Tonschnitt für Richard King
- Nominierung in der Kategorie Bestes Szenenbild für Nathan Crowley und Peter Lando
- Nominierung in der Kategorie Beste Kamera für Wally Pfister
- Nominierung in der Kategorie Bester Schnitt für Lee Smith
- Nominierung in der Kategorie Bestes Make-up für John Caglione junior und Conor O’Sullivan
- Nominierung in der Kategorie Bester Ton für Ed Novick, Lora Hirschberg und Gary Rizzo
- Nominierung in der Kategorie Beste visuelle Effekte für Nick Davis, Chris Corbould, Tim Webber und Paul J. Franklin

Golden Globe Awards 2009
- Bester Nebendarsteller für Heath Ledger

British Academy Film Awards 2009
- Bester Nebendarsteller für Heath Ledger
- Nominierung in der Kategorie Beste Filmmusik für Hans Zimmer und James Newton Howard
- Nominierung in der Kategorie Beste Kamera für Wally Pfister
- Nominierung in der Kategorie Bester Ton für Ed Novick, Lora Hirschberg und Gary Rizzo
- Nominierung in der Kategorie Beste Kostüme für Lindy Hemming
- Nominierung in der Kategorie Beste Maske für Peter Robb-King
- Nominierung in der Kategorie Bestes Szenenbild für Nathan Crowley und Peter Lando
- Nominierung in der Kategorie Bester Schnitt für Lee Smith
- Nominierung in der Kategorie Beste visuelle Effekte für Nick Davis, Chris Corbould, Tim Webber und Paul J. Franklin

Grammy Awards 2009
- Bestes komponiertes Soundtrackalbum für Film, Fernsehen oder visuelle Medien für Hans Zimmer und James Newton Howard

Saturn Award 2009
- Bester Action-/Adventure-/Thriller-Film
- Bestes Drehbuch für Christopher und Jonathan Nolan
- Beste Spezialeffekte
- Beste Musik
- Bester Nebendarsteller für Heath Ledger

AFI Awards 2008
- International Award: Bester Schauspieler für Heath Ledger

Broadcast Film Critics Association Awards 2009
- Bester Actionfilm für Christopher Nolan, Charles Roven und Emma Thomas
- Bester Nebendarsteller für Heath Ledger
- 4 weitere Nominierungen

Los Angeles Film Critics Association Awards 2008
- Bester Nebendarsteller für Heath Ledger

Mainichi Eiga Concours 2009
- Bester ausländischer Film

MTV Movie Awards 2009
- Bester Bösewicht für Heath Ledger
- Nominierung in der Kategorie Bester Film für Christopher Nolan, Charles Roven und Emma Thomas
- Nominierung in der Kategorie Bester Darsteller für Christian Bale
- Nominierung in der Kategorie Beste Kampfsequenz für Christian Bale und Heath Ledger

Online Film Critics Society Awards 2009
- Beste Regie für Christopher Nolan
- Bester Nebendarsteller für Heath Ledger
- Beste Kamera für Wally Pfister
- Nominierung in der Kategorie Bester Film für Christopher Nolan, Charles Roven und Emma Thomas
- Nominierung in der Kategorie Bester Schnitt für Lee Smith
- Nominierung in der Kategorie Bestes adaptiertes Drehbuch für Christopher Nolan und David S. Goyer

People’s Choice Award 2009
- Bester Film
- Bester Actionfilm
- Beste Besetzung
- Bestes Leinwand-Duo für Christian Bale und Heath Ledger
- Bester Superheld für Christian Bale

Satellite Awards 2008
- Bester Sound für Richard King, Lora Hirschberg und Gary Rizzo
- Nominierung in der Kategorie Beste Regie für Christopher Nolan
- Nominierung in der Kategorie Bester Nebendarsteller für Heath Ledger
- Nominierung in der Kategorie Beste visuelle Effekte für Nick Davis, Chris Corbould, Tim Webber und Paul J. Franklin
- Nominierung in der Kategorie Bester Schnitt für Lee Smith

Screen Actors Guild Awards 2009
- Bester Nebendarsteller für Heath Ledger
- Bestes Stuntensemble

National Film Registry
- Aufnahme 2020